# Impacto ambiental da energia eólica

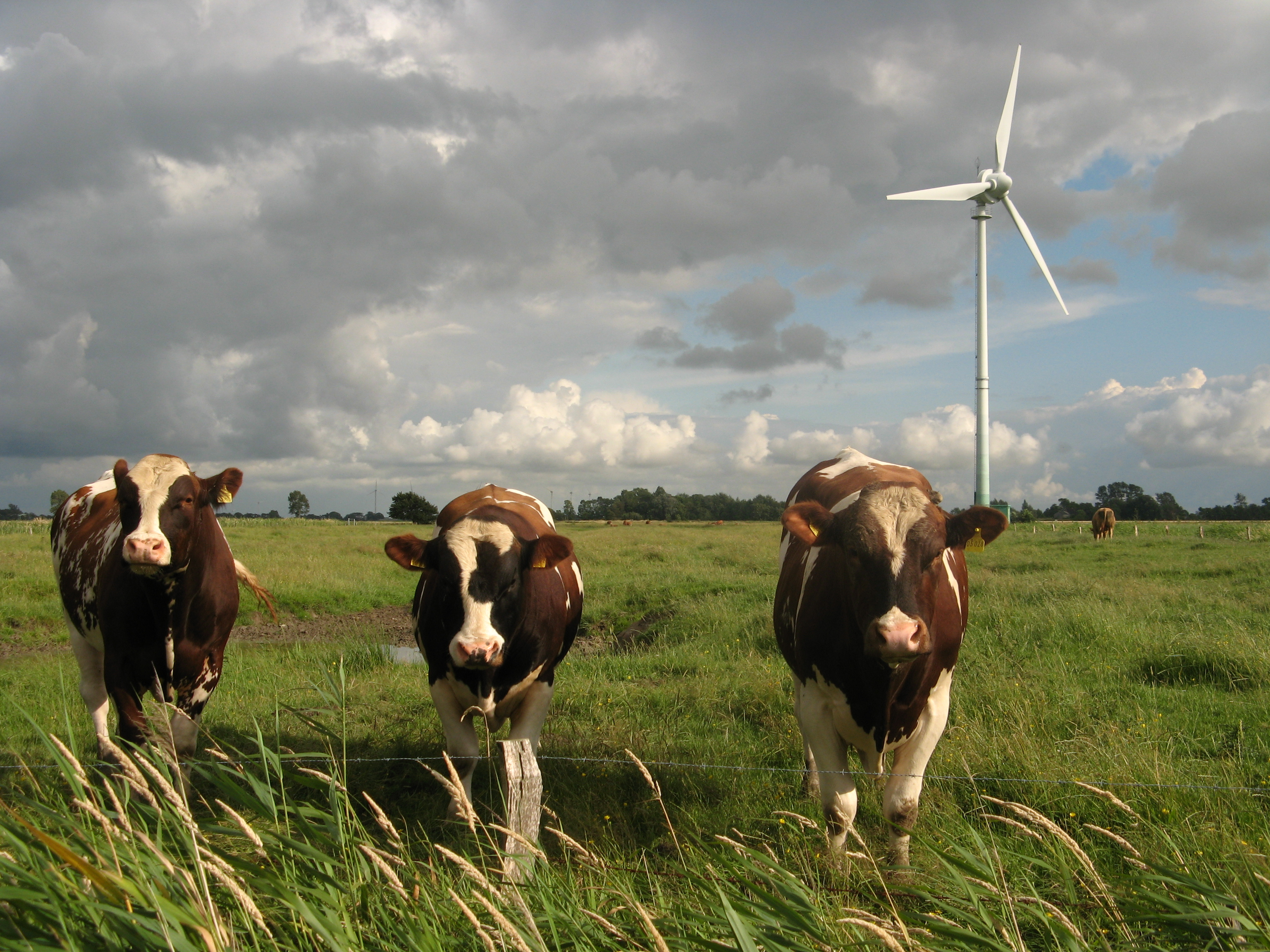
Gado pastando perto de uma turbina eólica.

O impacto ambiental da geração de eletricidade a partir da energia eólica é menor quando comparado a combustíveis fósseis. As turbinas eólicas têm um dos menores potenciais de aquecimento global por unidade de eletricidade gerada, ajudando a limitar as mudanças climáticas. A energia eólica não consome combustível e não emite poluição do ar. A energia consumida para fabricar e transportar os materiais utilizados na construção de uma usina eólica equivale à nova energia produzida pela usina em alguns meses.
Os parques eólicos onshore (em terra firme) podem ter um impacto visual significativo e impacto na paisagem. Devido a uma densidade de energia de superfície muito baixa e requisitos de espaçamento, os parques eólicos geralmente precisam ser espalhados por mais terras do que outras usinas de energia. Sua rede de turbinas, estradas de acesso, linhas de transmissão e subestações podem resultar em "espalhamento de energia"; embora a terra entre as turbinas e as estradas ainda possa ser usada para agricultura.
Os conflitos surgem especialmente em paisagens cênicas e culturalmente importantes. Restrições de localização (como recuos) podem ser implementadas para limitar o impacto. A terra entre as turbinas e as estradas de acesso ainda pode ser usada para agricultura e pastagem. As turbinas também precisam ser construídas longe das áreas urbanas, o que pode levar à "industrialização do campo". Alguns parques eólicos são criticados por potencialmente danificar áreas cênicas protegidas, paisagens arqueológicas e patrimônios. Um relatório do <i>Mountaineering Council of Scotland</i> concluiu que os parques eólicos prejudicam o turismo em áreas conhecidas por paisagens naturais e vistas panorâmicas.
A perda e a fragmentação do habitat são os maiores impactos potenciais sobre a vida selvagem dos parques eólicos terrestres, mas são relativamente pequenos e podem ser mitigados se forem implementadas estratégias adequadas de monitoramento e mitigação. O impacto ecológico mundial é mínimo. Ainda assim, milhares de pássaros e morcegos, incluindo espécies raras, já foram mortos por pás de turbinas eólicas, assim como outras estruturas feitas pelo homem, embora as turbinas eólicas sejam responsáveis por muito menos mortes de pássaros do que as usinas movidas a combustíveis fósseis. Isso pode ser mitigado com o monitoramento adequado da vida selvagem.
Muitas pás de turbinas eólicas são feitas de fibra de vidro e algumas versões antigas tinham uma vida útil de apenas 10 a 20 anos. Anteriormente, não havia mercado para a reciclagem dessas lâminas antigas, e elas eram comumente descartadas em aterros sanitários. Como as lâminas são ocas, elas ocupam um grande volume em relação à sua massa. Desde 2019, alguns operadores de aterros começaram a exigir que as lâminas sejam trituradas antes de serem aterradas. As lâminas fabricadas na década de 2020 têm maior probabilidade de serem projetadas para serem totalmente recicláveis.
Turbinas eólicas também geram ruído. A uma distância de 300 metros, ele pode ser em torno de 45 dB, que é um pouco mais alto que uma geladeira. A 1.5 km de distância eles se tornam inaudíveis. Existem relatos anedóticos de efeitos negativos para a saúde de pessoas que vivem muito perto de turbinas eólicas. Pesquisas revisadas por pares geralmente não apoiam essas afirmações. A  cravação de estacas para construir parques eólicos não flutuantes é barulhenta debaixo d'água, mas em operação, usinas eólicas offshore são muito mais silenciosas do que os navios.

## Considerações operacionais básicas

### Poluição e efeitos na rede

#### custos de poluição
Em comparação com outras fontes de energia de baixo carbono, as turbinas eólicas têm um dos menores potenciais de aquecimento global por unidade de energia elétrica gerada por qualquer fonte de energia. De acordo com o IPCC, nas avaliações do potencial de aquecimento global do ciclo de vida das fontes de energia, as turbinas eólicas têm um valor médio entre 15 e 11 (gCO2 eq/kWh ) dependendo se considerarmos turbinas offshore ou onshore.
A energia eólica não consome água para operação contínua e tem emissões quase insignificantes diretamente relacionadas à sua produção de eletricidade.

#### Descobertas quando conectado à rede

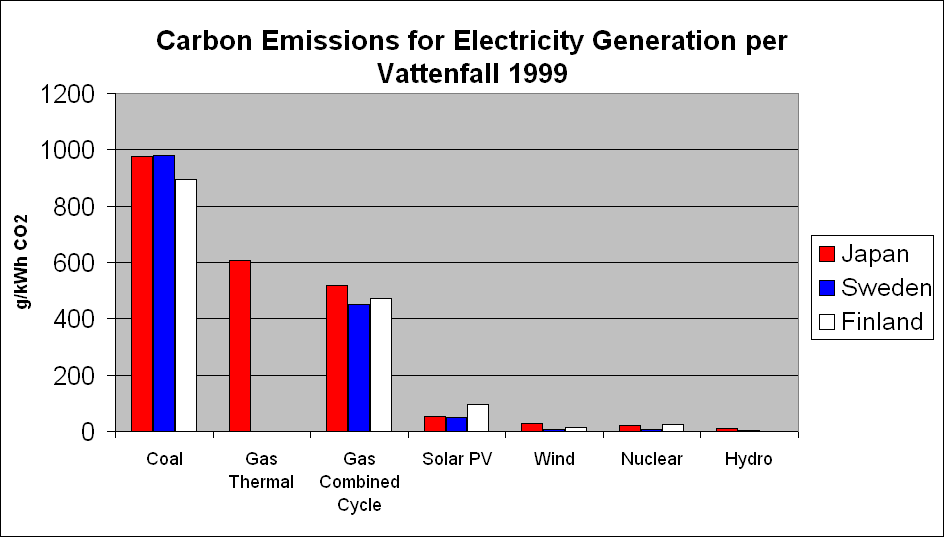
O estudo da empresa de serviços públicos Vattenfall descobriu que hidrelétricas, usinas nucleares e turbinas eólicas têm muito menos emissões de gases do efeito estufa do que outras fontes representadas.

Um estudo típico da avaliação do ciclo de vida de um parque eólico, quando não conectado à rede elétrica, geralmente resulta em descobertas semelhantes às seguintes análises de 2006 de 3 instalações no meio-oeste dos EUA, onde as emissões de dióxido de carbono (CO2)  da energia eólica variaram de 14 a 33 toneladas por GWh (14–33 g CO2/ kWh ) de energia produzida, com a maior parte da intensidade de emissão de CO2  proveniente da produção de aço, concreto e compostos de plástico/fibra de vidro para o estrutura e fundação da turbina. Ao combinar dados semelhantes de vários estudos individuais em uma meta-análise, o potencial médio de aquecimento global para a energia eólica foi de 11 a 12 g CO2/kWh e é improvável que mude significativamente.

### Uso de metais terras-raras
A produção de ímãs permanentes usados em algumas turbinas eólicas faz uso de neodímio, um metal de terra-rara . As preocupações com a poluição associadas à extração desse elemento de terras raras, que é exportado principalmente pela China, motivaram ações do governo estadounidense nos últimos anos, e tentativas de pesquisa internacional para refinar o processo de extração. Estão em andamento pesquisas sobre projetos de turbinas e geradores que reduzem a necessidade de neodímio ou eliminam completamente o uso de metais de terras-raras.
Além disso, o grande fabricante de turbinas eólicas Enercon GmbH optou muito cedo por não usar ímãs permanentes para suas turbinas de acionamento direto, para evitar a responsabilidade pelo impacto ambiental adverso da mineração de terras-raras.

### Entradas de material
O estudo da Agência Internacional de Energia projeta que a demanda por recursos minerais como lítio, grafite, cobalto, cobre, níquel e terras raras aumentará 4 vezes até 2040 e observa oferta insuficiente desses materiais para atender à demanda imposta para implantações em larga escala de tecnologias descentralizadas de energia solar e eólica, junto a atualizações da rede. Por exemplo, um parque eólico em terra requer 9x mais materiais  do que uma usina de gás fóssil semelhante. De acordo com um estudo de 2018, um aumento significativo da energia eólica exigiria um aumento de 1000% no fornecimento desses metais até 2060, exigindo um aumento significativo nas operações de mineração.

### Resíduos, reciclagem, reaproveitamento
As pás das turbinas eólicas modernas são feitas de compósitos de plástico com reforço de fibra de vidro que proporcionam uma vida útil inferior a cerca de 20 anos, Em 2018, relatou-se que não havia tecnologia econômica e mercado para reciclar essas lâminas velhas, o procedimento de descarte mais comum sendo transportá-las para aterros sanitários. Outras opções para descartar as lâminas incluem incinerar o material ou moê-lo em pó, mas ambos os métodos não são apenas caros, mas também ineficientes e envolvem uso adicional de energia. A incineração de lâminas emite uma quantidade significativa de gases de efeito estufa, embora possa ser usada como fonte de calor e energia, o que compensa um pouco essas emissões. Por causa de seu design oco para menos peso, as pás podem ocupar um volume enorme em comparação com sua massa, tornando o transporte rodoviário difícil, caro e perigoso.
Como muitas lâminas ainda são descartadas, os operadores de aterros sanitáriois começaram a exigir que as lâminas sejam cortadas em pedaços e, às vezes, esmagadas antes de serem aterradas, o que consome mais energia. Juntamente com o trabalho de desenvolvimento contínuo para aumentar a eficiência de geração e a vida útil das turbinas mais novas, as soluções de reciclagem de pás continuam a ser buscadas e são econômicas, eficientes em termos de energia e escaláveis no mercado.
Pode haver até 45% de resíduos adicionais resultantes de processos que ocorrem durante o ciclo de vida das pás das turbinas, e estima-se que o total anual de resíduos de pás de todos os países pode chegar a 2,9 milhões de toneladas até 2050. Em comparação, espera-se que os resíduos globais de células solares fotovoltaicas atinjam cerca de 78 milhões de toneladas até 2050.

#### Reciclagem e reaproveitamento

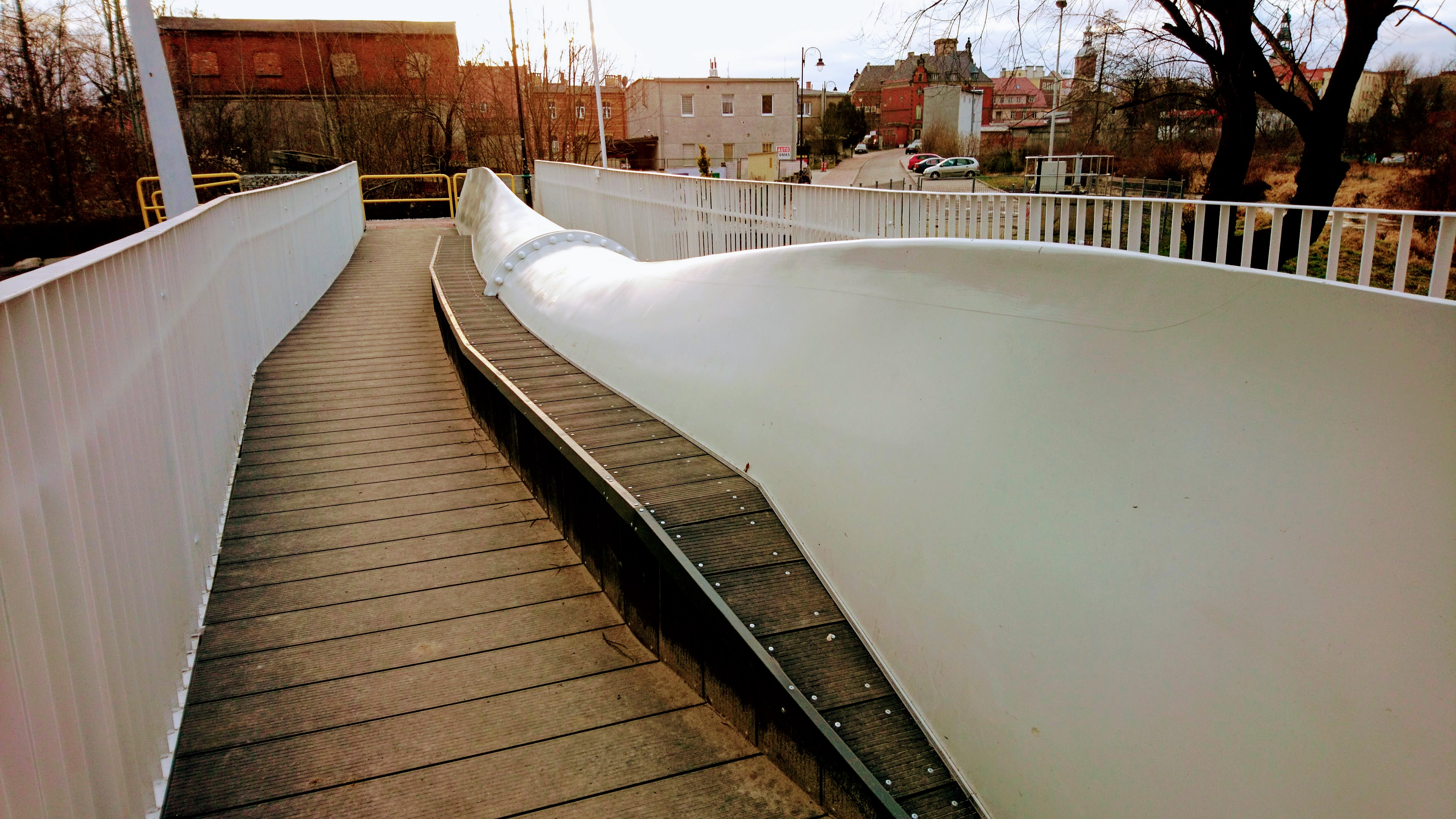
Passarela na Polônia feita de lâmina de turbina

Até 80% da estrutura da turbina eólica pode ser reciclada, embora isso não inclua a fundação da estrutura, que normalmente é feita de concreto armado, ou as pás. Alternativamente, esses componentes da estrutura da turbina que não são facilmente reciclados em novas turbinas ainda podem ser reaproveitados e usados de outras maneiras.
O grande volume das pás das turbina, embora difícil de manusear, permite reaproveitamento como estruturas de playground, bicicletários e passarelas.. Outros métodos de reciclagem incluem a criação de pellets para placas impermeáveis e plásticos injetáveis, bem como a pirólise para a produção de tintas, colas, cimento e concreto. As lâminas de fibra de carbono agora podem ser recicladas, sendo a fibra primeiro separada do aglutinante de resina epóxi e depois cortada em pequenas partículas. Após a separação, a resina é utilizada como fonte de combustível para os próximos materiais a serem processados. Após a pirólise, o material resultante pode ser separado e as fibras de vidro extraídas para serem usadas em isolamento ou reforço de fibra.
As lâminas também podem ser reaproveitadas em materiais de construção e componentes estruturais. A pesquisa indica que as pás das turbinas podem ser reaproveitadas com sucesso como postes de transmissão elétrica, pois sua resistência e estabilidade estrutural são comparáveis aos materiais normalmente usados. Seções das lâminas foram adaptadas para criar telhados para casas pequenas e essas estruturas atendem aos requisitos dos códigos de construção e podem ser uma maneira viável de reutilizar as lâminas sem a necessidade de processos extensos. Os componentes da turbina podem ser reutilizados implementando a segmentação, onde o objeto é dividido em diferentes elementos. A pesquisa sobre segmentação sugere que os materiais resultantes são melhores do que os materiais de construção convencionais ao medir a rigidez específica à flexão e resistência à flexão.
Embora vários métodos de reciclagem ou reaproveitamento das pás das turbinas tenham se mostrado eficazes, eles não foram ainda implementados em escala suficiente para lidar adequadamente com as quantidades cada vez maiores de resíduos produzidos.

### Materiais de construção alternativos
Além das lâminas de fibra de carbono que às vezes são instaladas devido ao menor peso e maior resistência e durabilidade em comparação com os compósitos de fibra de vidro e epóxi, em 2020 se tornou possível construir uma turbina eólica com  um tronco de suporte estrutural modular de madeira, existindo uma em Gotemburgo, na Suécia sendo, que é mais forte, mais leve, mais fácil de reciclar e transportar e mais neutrr em carbono do que ade aço. Essas torres de madeira não precisariam ser recicladas com tanta frequência quanto o aço devido à sua resistência ao fogo e maior tolerância a produtos químicos oxidantes de metais. Outros materiais de construção alternativos incluem polímeros recicláveis (termoplásticos, termofixos recicláveis, poliuretano), bambu, compostos de fibras naturais, resinas biodegradáveis e fibras de carbono de base biológica.
A pesquisa sobre materiais de turbinas eólicas também se concentra em como tornar as pás das turbinas mais resistentes a danos, prolongando sua vida útil. Além de adaptar os materiais para aumenpara aumentar sua resistência a danos, também existem métodos potenciais para alterar a atividade da turbina durante determinados eventos climáticos, a fim de diminuir os danos causados pelo vento ou pela chuva.

## Ecologia

### Uso da terra
A energia eólica tem uma densidade de energia de superfície de baixo ciclo de vida de 1,84 W/m 2, que é três ordens de magnitude (103 vezes, o que equivale a 1.000x) menor que aenergia nuclear ou de combustível fóssil e 3x menor que a fotovoltaica . para aumen
Os parques eólicos são muitas vezes construídos em terrenos que já sofreram o impacto do desmatamento. O desmatamento da vegetação e a perturbação do solo necessários para os parques eólicos são mínimos em comparação com as minas de carvão e as usinas elétricas a carvão. Se os parques eólicos arforem desativados, a paisagem pode ser devolvida à sua condição anterior.
Um estudo do Laboratório Nacional de Energia Renovável dos EUA sobre parques eólicos construídos entre 2000 e 2009 constatou que, em média, apenas 1,1% da área total do parque eólico sofreu distúrbios na superfície e apenas 0,43% foi permanentemente perturbado por instalações de energia eólica. Em média, havia 63 hectares de área total de parque eólico por cada MW de capacidade, mas apenas 0.27 hectares de área permanentemente perturbada por MW.
No Reino Unido, muitos dos principais parques eólicos – locais com as melhores velocidades médias do vento – estão em áreas montanhosas que são frequentemente cobertas por pântanos. Este tipo de habitat existe em áreas de precipitação alta, onde grandes áreas de terra ficam permanentemente encharcadas. O trabalho de construção pode criar um risco de interrupção da hidrologia das turfeiras, o que pode fazer com que áreas de turfa se desintegrem e, assim, liberem o carbono armazenado. Ao mesmo tempo, o aquecimento climático que os esquemas de energia renovável procuram mitigar pode representar uma ameaça existencial para as turfeiras em todo o Reino Unido. Um eurodeputado escocês fez campanha por uma moratória nos desenvolvimentos eólicos em turfeiras, dizendo que "danificar a turfa causa a liberação de mais dióxido de carbono do que os parques eólicos economizam". Um relatório de 2014 para a Agência Ambiental da Irlanda do Norte observou que a localização de turbinas eólicas em turfeiras poderia liberar dióxido de carbono considerável da turfa e também prejudicar as contribuições das turfeiras para o controle de inundações e qualidade da água: "Os potenciais efeitos indiretos do uso do recurso turfeira para turbinas eólicas são consideráveis e é discutível que os impactos nesta faceta da biodiversidade terão as maiores e mais notáveis implicações financeiras para a Irlanda do Norte." A construção de parques eólicos perto de pântanos tem sido associada a vários deslizamentos de pântanos na Irlanda que poluíram rios, como em Derrybrien (2003) e Meenbog (2020). Tais incidentes poderiam ser evitados com procedimentos de planejamento e diretrizes de localização mais rígidos.
Supõe-se que uma parte das mortes de morcegos seja atribuída ao deslocamento do vento causado pelas pás das turbinas eólicas à medida que se movem pelo ar, causando desorientação dos insetos na área, tornando-a uma área densa de presas Para combater esse fenômeno, dissuasores ultrassônicos foram testados em turbinas eólicas, e reduziram as mortes de morcegos por colisão e barotrauma. O teste dos impedimentos ultrassônicos mostrou atividade de morcegos significativamente reduzida em torno de turbinas eólicas; de acordo com um estudo feito em Zzyzyx, Califórnia, a atividade dos morcegos foi reduzida em 89,6–97,5% quando foram usados barreiras acústicas ultrassônicos.
Os defensores da energia eólica afirmam que menos de 1% da terra é usado para fundações e estradas de acesso, e os outros 99% ainda podem ser usados para agricultura. Uma turbina eólica precisa de cerca de 200 a 400 m2 para a fundação. Com o aumento do tamanho da turbina eólica, o tamanho relativo da fundação diminui. Os críticos apontam que, em alguns locais nas florestas, a derrubada de árvores ao redor das bases das torres pode ser necessária para locais de instalação em cumes de montanhas,  levando a desmatamento médio de 5.000 m 2 por turbina eólica.
Durante a construção de parques eólicos na Escócia em 2007–2008, mais de 3,4 milhões de árvores foram removidas em 6.202 acres de floresta, das quais 31,5% foram replantadas.
Na Grécia, locais de turbinas eólicas foram instalados "em picos de montanhas, em florestas, perto de sítios arqueológicos, em ilhas, em habitats protegidos" e em áreas turísticas altamente populosas, causando perturbações nos negócios de hotelaria e protestos dos residentes.

#### Gado
A terra ainda pode ser utilizada para agricultura e pastagem de gado. A pecuária não é afetada pela presença de parques eólicos. A experiência internacional mostra que o gado "pasta até a base das turbinas eólicas e muitas vezes as usa como postes de fricção ou para sombra".
Em 2014, um primeiro estudo veterinário deste tipo tentou determinar os efeitos da criação de gado perto de uma turbina eólica. O estudo comparou os efeitos de uma turbina eólica na saúde no desenvolvimento de dois grupos de gansos em crescimento, resultados preliminares descobriram que os gansos criados dentro 50 metros de uma turbina eólica ganharam menos peso e tiveram maior concentração do hormônio do estresse cortisol no sangue do que gansos a uma distância de 500 metros.
As renas semi-domésticas evitam a atividade de construção, mas parecem não ser afetadas quando as turbinas estão operando.

### Impacto na vida selvagem
Avaliações ambientais são realizadas rotineiramente para propostas de parques eólicos, avaliando impactos potenciais no ambiente local.
Locais e operações de turbinas são frequentemente modificados como parte do processo de aprovação para evitar ou minimizar impactos sobre espécies ameaçadas e seus habitats. Quaisquer impactos inevitáveis são ocasionalmente compensados com melhorias de conservação de ecossistemas semelhantes que não são afetados pela proposta.

#### Aves

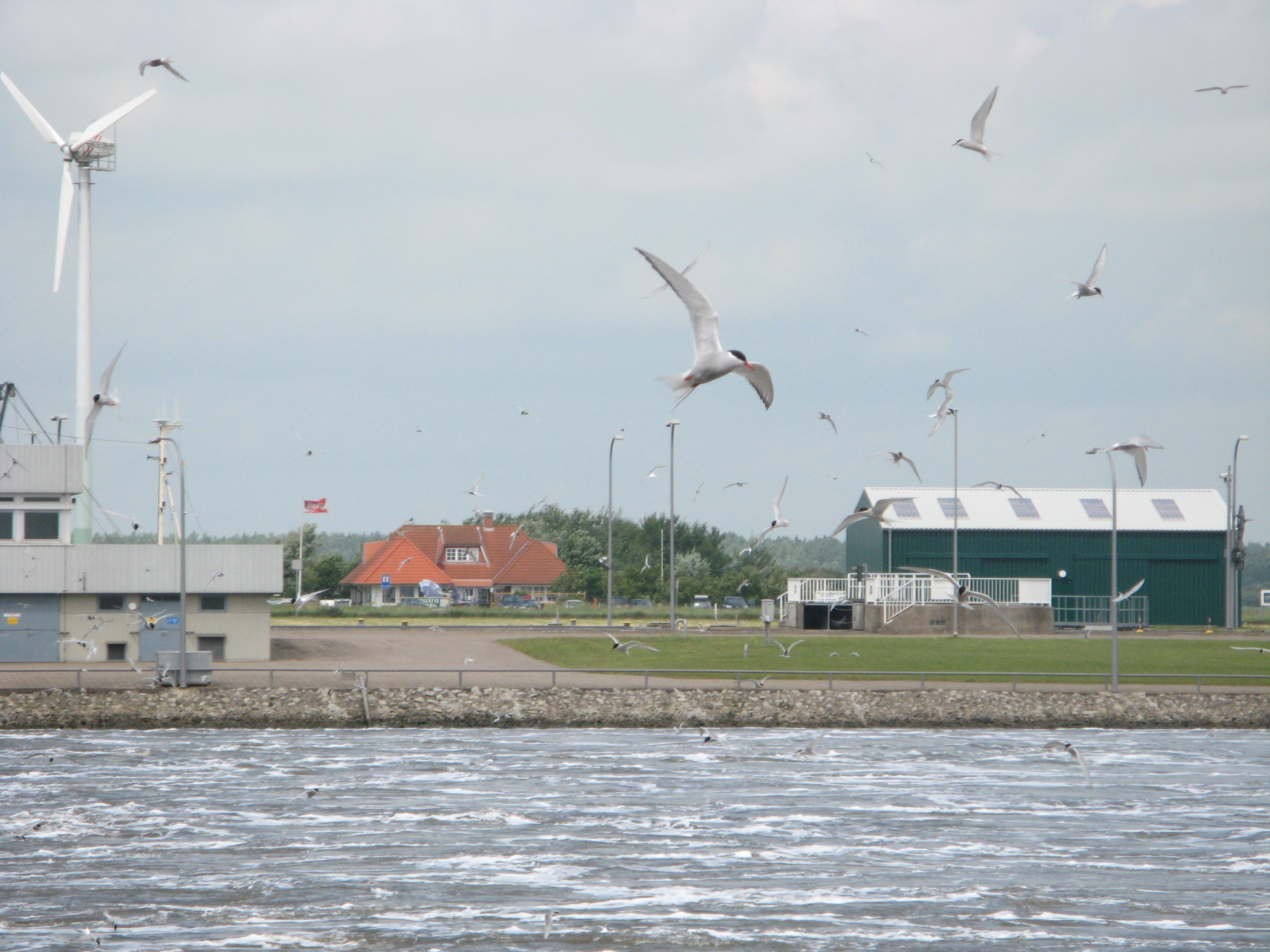
Andorinhas do mar do Ártico e uma turbina eólica na barragem Eider, na Alemanha.

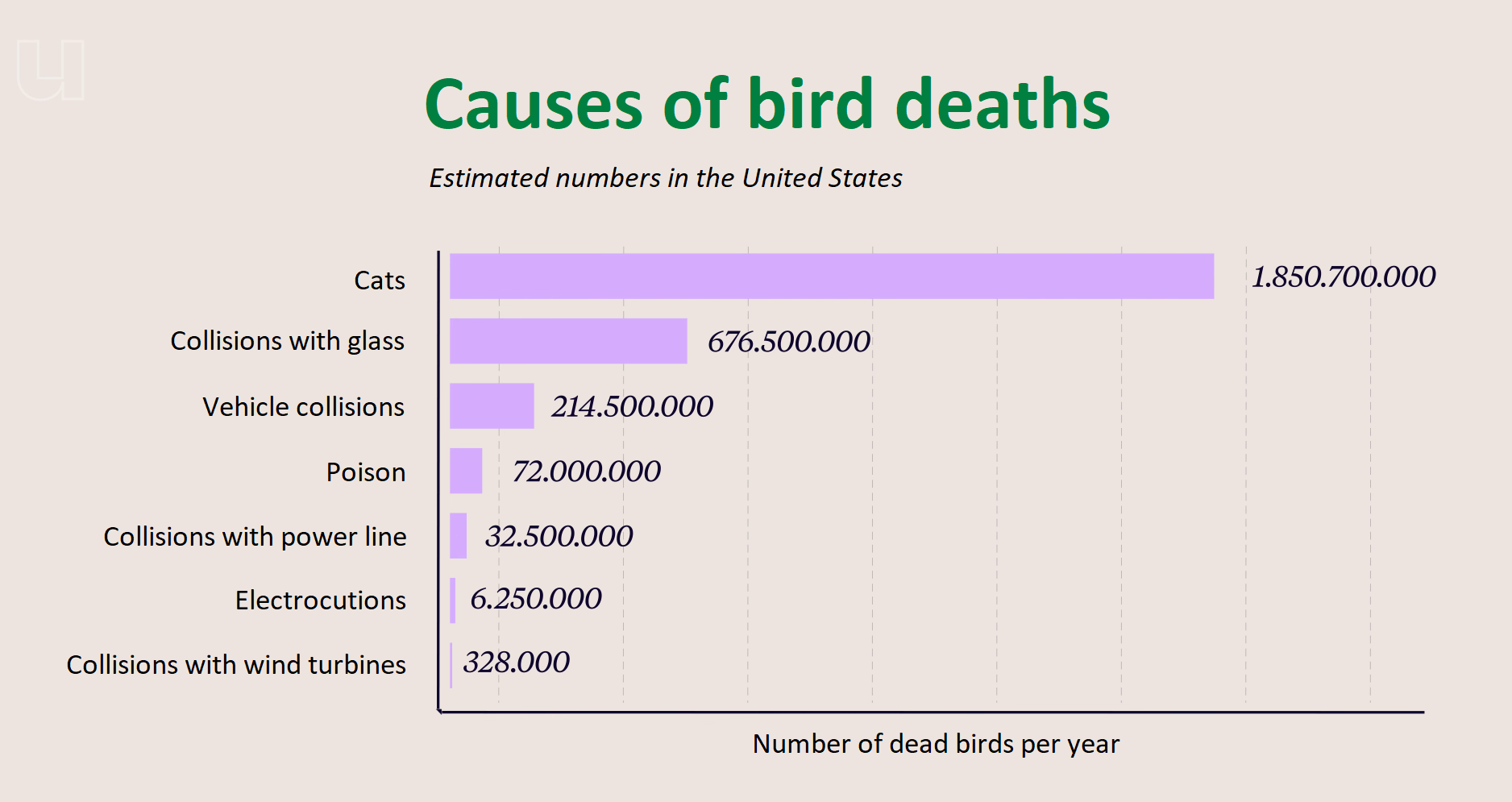
As colisões com turbinas eólicas são uma fonte menor de mortalidade de aves em comparação com outras causas humanas

O impacto da energia eólica nas aves, que podem voar em turbinas ou ter seus habitats degradados pelo desenvolvimento do vento, é complexo. Acredita-se que o deloscamento das rotas tenha impacto maior que colisões. A perda de habitat é altamente variável entre as espécies.
Centenas de milhares de aves, incluindo aves de rapina e migrantes, são mortos a cada ano por causa de turbinas eólicas e suas linhas de energia, mas isso é menos do que o número de mortos (ou não nascidos) por causa de usinas de energia de combustível fóssil (carvão e gás). Estima-se que os parques eólicos sejam responsáveis pela perda de menos de 0,4 aves por gigawatt-hora (GWh) de eletricidade gerada, em comparação com mais de 5 aves por GWh para usinas movidas a combustíveis fósseis. Além de ameaçar a extinção, um dos efeitos da mudança climática é já causar um declínio na população de aves, e esta é a principal causa da perda de aves devido à energia fóssil.
Em algumas rotas importantes de migração, as turbinas são proibidas ou os pássaros podem alterar suas rotas de voo para evitá-las. Pesquisas biológicas prévias e localização adequada das turbinas são muito importantes, especialmente para aves de rapina, pois elas demoram para se reproduzir. Os métodos para ajudar os pássaros a evitar as turbinas incluem pintar de preto uma das pás da turbina e fazer ruído ultrassônico. Alguns pássaros que se aproximam podem ser vistos, por exemplo, por radar aviário, a tempo de as turbinas serem desaceleradas para uma velocidade segura para eles. Os parques eólicos podem precisar de mais linhas de energia, e as linhas podem ser menos prejudiciais para compensar. Já foi sugerido a negociação de  licenças para o número de aves (como águias) mortas, a fim de salvar o maior número de aves com o menor custo.

#### Morcegos
Os morcegos podem ser feridos por impacto direto com pás de turbinas, torres ou linhas de transmissão. Pesquisas recentes mostram que os morcegos também podem ser mortos ao passar repentinamente por uma região de baixa pressão de ar ao redor das pontas das pás da turbina. O número de morcegos mortos por instalações existentes em terra e perto da costa tem incomodado os defensores dos morcegos. Em abril de 2009, a Cooperativa de Morcegos e Energia Eólica divulgou os resultados iniciais do estudo mostrando uma queda de 73% nas mortes de morcegos quando as operações do parque eólico são interrompidas durante condições de vento fraco, quando os morcegos estão mais ativos. Os morcegos evitam transmissores de radar e a colocação de transmissores de micro-ondas em torres de turbinas eólicas pode reduzir o número de colisões.
Supõe-se que uma parte das mortes de morcegos seja atribuída ao deslocamento do vento causado pelas pás das turbinas eólicas à medida que se movem pelo ar, causando desorientação dos insetos na área, tornando-a uma área densa de presas Para combater esse fenômeno, dissuasores ultrassônicos foram testados em turbinas eólicas, e reduziram as mortes de morcegos por colisão e barotrauma. O teste dos impedimentos ultrassônicos mostrou atividade de morcegos significativamente reduzida em torno de turbinas eólicas; de acordo com um estudo feito em Zzyzyx, Califórnia, a atividade dos morcegos foi reduzida em 89,6–97,5% quando foram usados barreiras acústicas ultrassônicos.
Um estudo de 2013 estimou que as turbinas eólicas mataram mais de 600.000 morcegos nos EUA em 2012, com a maior mortalidade ocorrendo nas Montanhas Apalaches . Alguns estudos anteriores produziram estimativas entre 33.000 e 888.000 mortes de morcegos por ano.
A mortalidade, especificamente em aves migratórias e morcegos, parece aumentar em locais onde os padrões de vento parecem facilitar tanto os caminhos de migração quanto a produção de energia.

#### Vida marinha
Os parques eólicos projetados para serem mais eficientes devido à falta de obstáculos que impeçam o fluxo de ar, os parques eólicos offshore alteraram os ecossistemas marinhos ao fornecer refúgio dos humanos na forma de áreas restritas à pesca devido a preocupações de segurança das pás móveis. Curiosamente, as regiões de refúgio não estão diretamente no local das turbinas eólicas, mas um pouco mais próximas da costa. A título de exemplo, os mexilhões azuis no Mar do Norte alimentadas por fitoplâncton são uma fonte de alimento para outros predadores como peixes e caranguejos, e mais acima na cadeia alimentar, os pinípedes. Os mexilhões azuis também reduzem a turbidez na água do oceano, proporcionando maior visibilidade subaquática, e deixam para trás suas conchas como abrigo, alterando ainda mais os possíveis habitantes de seu domínio costeiro.

### Clima e mudanças climáticas
Os parques eólicos podem afetar o clima em suas imediações. A turbulência dos rotores giratórios das turbinas eólicas aumenta a mistura vertical de calor e vapor de água que afeta as condições meteorológicas a favor do vento, incluindo a precipitação. No geral, os parques eólicos provocam um ligeiro aquecimento durante a noite e um ligeiro esfriamento durante o dia. Esse efeito pode ser reduzido usando rotores mais eficientes ou colocando parques eólicos em regiões com alta turbulência natural. O aquecimento noturno pode "beneficiar a agricultura, diminuindo os danos causados pela geada e estendendo a estação de crescimento. Muitos agricultores já fazem isso com circuladores de ar".
Vários estudos usaram modelos climáticos para estudar o efeito de parques eólicos extremamente grandes. Um estudo relata simulações que mostram mudanças detectáveis no clima global para o uso muito alto de parques eólicos, da ordem de 10% da área terrestre do mundo. A energia eólica tem um efeito insignificante na temperatura média global da superfície e traria "enormes benefícios globais ao reduzir as emissões de CO2  e poluentes atmosféricos".
Outro estudo sugeriu que o uso de turbinas eólicas para atender a 10% da demanda global de energia em 2100 poderia realmente ter um efeito de aquecimento, fazendo com que as temperaturas subissem 1 grau centígrado nas regiões em terra onde estão instalados os parques eólicos, incluindo um menor aumento nas áreas fora dessas regiões. Isso se deve ao efeito das turbinas eólicas na circulação atmosférica horizontal e vertical. Embora as turbinas instaladas na água tenham um efeito de resfriamento, o impacto líquido nas temperaturas globais da superfície seria um aumento de 0.15 °C (0.27 °F). O autor Ron Prinn alertou contra a interpretação do estudo "como um argumento contra a energia eólica, pedindo que seja usado para orientar pesquisas futuras". "Não somos pessimistas em relação ao vento", disse ele. "Não provamos absolutamente esse efeito e preferimos que as pessoas realizem mais pesquisas".
Outro estudo de David Keith e Lee Miller sobre os impactos climáticos da energia eólica que previu o aquecimento considerando a área dos Estados Unidos foi criticado por Mark Z. Jacobson com base em seu escopo geográfico limitado, com o argumento de que um a extração de energia eólica em larga escala reduziria significativamente as temperaturas globais.

## Impactos nas pessoas

### Estética

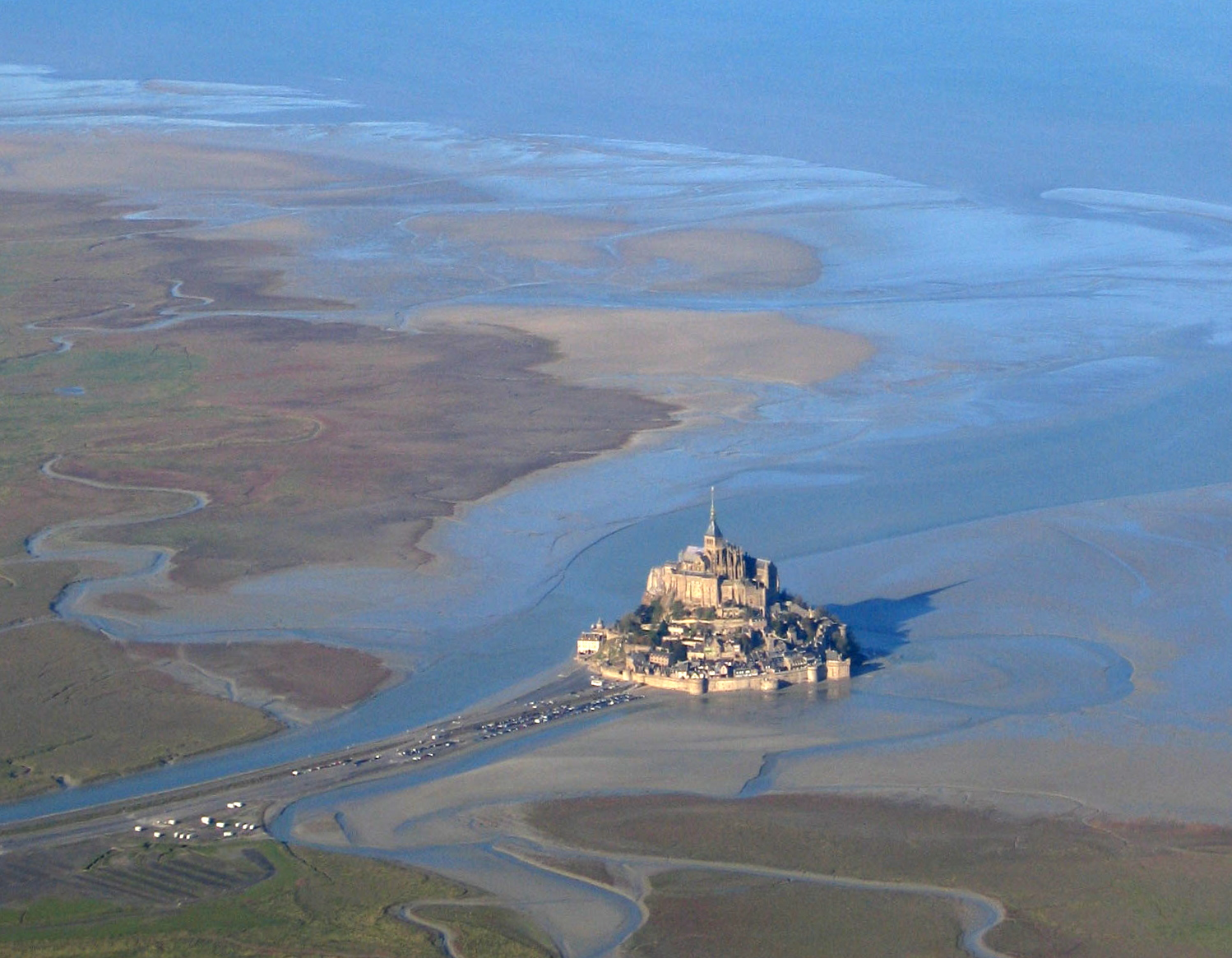
Os arredores do Mont Saint-Michel na maré baixa. Embora as costas ventosas sejam bons locais para parques eólicos, considerações estéticas podem impedir tais desenvolvimentos a fim de preservar as vistas históricas dos locais culturais.

As considerações estéticas das usinas eólicas têm um papel significativo em seu processo de avaliação. Para alguns, os aspectos estéticos podem entrar em conflito com a proteção de locais históricos. As usinas eólicas são menos propensas a serem percebidas negativamente em regiões urbanizadas e industriais. Questões estéticas são subjetivas e algumas pessoas acham os parques eólicos agradáveis ou os veem como símbolos de independência energética e prosperidade local. Enquanto estudos na Escócia preveem que os parques eólicos prejudicarão o turismo, em outros países alguns parques eólicos se tornaram atrações turísticas, com vários centros de visitantes no nível do solo ou até plataformas de observação no topo de torres de turbinas. .
Turbinas eólicas requerem luzes de advertência aeronáuticas, que podem criar poluição luminosa. Reclamações sobre essas luzes fizeram com que a FAA dos EUA considerasse permitir menos luzes por turbina em certas áreas.

### Ruído
As turbinas eólicas também geram ruído e a uma distância residencial de 300m isso pode ser em torno de 45 dB; no entanto, a uma distância de 1.5 km, a maioria das turbinas eólicas se torna inaudível. O ruído alto ou persistente aumenta o estresse, o que pode levar a doenças.

## No mar
Muitos parques eólicos <i>offshore</i> têm contribuído eletricidade na Europa e na Ásia há anos e, desde 2014, os primeiros parques eólicos <i>offshore</i> estão em desenvolvimento nas águas dos EUA . Embora a indústria eólica offshore tenha crescido dramaticamente nas últimas décadas, especialmente na Europa, ainda há alguma incerteza associada à forma como a construção e operação desses parques eólicos afetam os animais marinhos e o ambiente marinho.

As preocupações ambientais comuns associadas aos desenvolvimentos eólicos offshore incluem: 
- O risco de as aves marinhas serem atingidas por pás de turbinas eólicas ou serem deslocadas de habitats críticos;
- Ruído subaquático associado ao processo de instalação de turbinas monopilar;
- A alteração de comportamento de mamíferos marinhos, peixes e aves marinhas por motivos de atração ou evitação;

A Alemanha restringe o ruído subaquático durante a cravação de estacas a menos de 160 dB.
Devido ao estatuto de protecção  de grandes áreas do Mar Frísio, um importante Patrimônio Mundial com vários parques nacionais, as instalações offshore alemãs são principalmente restritas a áreas fora das águas territoriais. A capacidade offshore na Alemanha está, portanto, muito atrás das instalações costeiras britânicas ou dinamarquesas, que possuem restrições muito menores.
Em 2009, um abrangente estudo ambiental do governo sobre as águas costeiras do Reino Unido concluiu que há espaço para a instalação de 5.000 a 7.000 turbinas eólicas <i>offshore</i> sem um impacto adverso no ambiente marinho. O estudobaseia-se em mais de um ano de pesquisa. Incluiu a análise da geologia do fundo do mar, bem como levantamentos de aves marinhas e mamíferos marinhos. Não parece ter havido muita consideração, no entanto, sobre o provável impacto do deslocamento das atividades pesqueiras dos pesqueiros tradicionais.
Um estudo publicado em 2014 sugere que algumas focas preferem caçar perto de turbinas, provavelmente devido ao fato de as pedras assentadas funcionarem como recifes artificiais que atraem invertebrados e peixes.

### Fundação monopilar
As fundações monoestacas são usadas em aplicações de profundidade rasa (0 a 30 mmetros) e consistem em uma estaca sendo cravada em profundidades variadas no fundo do mar (10 a 40 metros), dependendo das condições do solo. O bate-estacas é uma preocupação ambiental, pois o ruído produzido é incrivelmente alto e se propaga na água, mesmo após estratégias de mitigação, como escudos de bolhas, partida lenta e revestimento acústico. A pegada é relativamente pequena, mas ainda pode causar erosão ou recifes artificiais. As linhas de transmissão também produzem um campo eletromagnético que pode ser prejudicial a alguns organismos marinhos.

### Parte inferior em tripé
As fundações de fundo fixo em tripé são usadas em aplicações de profundidade de transição (20–80 m) e consistem em três pernas conectadas a um eixo central que suporta a base da turbina. Cada perna tem uma estaca fincada no fundo do mar, embora menos profundidade seja necessáriao. Os efeitos ambientais são uma combinação daqueles para fundações monoestacas e de gravidade.

### Fundação de gravidade
As fundações de gravidade são usadas em aplicações de profundidade rasa (0–30 m) e consistem em uma base grande e pesada construída de aço ou concreto para repousar no fundo do mar. A pegada é relativamente grande e pode causar erosão, recifes artificiais ou destruição física do habitat após a introdução. As linhas de transmissão também produzem um campo eletromagnético que pode ser prejudicial a alguns organismos marinhos.

### Tripé de gravidade
As fundações de tripé de gravidade são usadas em aplicações de profundidade de transição (10–40 m) e consistem em duas estruturas pesadas de concreto conectadas por três pernas, uma estrutura assentada no fundo do mar enquanto a outra está acima da água. A partir de 2013, nenhum parque eólico offshore está usando esta fundação. As preocupações ambientais são idênticas às das fundações de gravidade, embora o efeito de erosão possa ser menos significativo dependendo do projeto.

### Estruturas flutuante
As fundações de estrutura flutuante são usadas em aplicações de profundidade profunda (40–900 m) e consistem em uma estrutura flutuante equilibrada ancorada ao fundo do mar com cabos fixos. A estrutura flutuante pode ser estabilizada usando flutuabilidade, cabos de amarração ou um lastro. Os cabos de amarração podem causar um potencial de colisão. As linhas de transmissão também produzem um campo eletromagnético que pode ser prejudicial a alguns organismos marinhos.